# Bahnhof Vigo-Urzáiz

Der Bahnhof Vigo-Urzáiz (spanisch und Galego: Estación de Vigo-Urzáiz) ist einer der beiden adif-Kopfbahnhöfe der galicischen Stadt Vigo. Nach einer vierjährigen Stilllegung infolge Bauarbeiten wurde der Bahnhof 2015 als künftiges Terminal für Hochgeschwindigkeitszüge wieder eröffnet.

## Geschichte
Für den Bahnverkehr wurde der provisorische Bahnhof Vigo-Guixar auf dem Gelände eines ehemaligen Güterbahnhofs errichtet.

## Verkehr
Aktuell wird der Bahnhof trotz Fertigstellung des Hochgeschwindigkeitsbahnhofs nur von Zügen der Kategorie Media Distancia Galicia bedient. Sie verbinden den Bahnhof mit A Coruña via Santiago de Compostela und Pontevedra. Ursprünglich war bis Juni 2015 geplant, die Alvia-Hochgeschwindigkeitszüge nach Madrid-Chamartín, Alicante/Alacant Terminal und Barcelona-Sants vom Bahnhof Guixar nach Urzáiz zu verlegen, dies wurde aber erst im Juli 2021 für die Züge nach Madrid umgesetzt. Die weiteren Fernverkehrszüge (Trenhotel nach Madrid und Barcelona sowie der Tren Celta nach Porto Campanhã) verbleiben auch weiterhin in Vigo-Guixar, wie auch die meisten Regionalverbindungen.